# Stronghold
Stronghold (lit. Fortaleza, baluarte, bastión) es un videojuego histórico de estrategia en tiempo real desarrollado por Firefly Studios en 2001 y distribuido por God Games y Take 2 Interactive. Consiste en construir castillos y hacerse de los reinos enemigos a través del uso de la fuerza militar, aunque gran parte de este proceso requiere un manejo exitoso de la economía del castillo y contento de la gente pueblerina.
El juego fue muy bien recibido en su lanzamiento, lo que llevó al desarrollo y lanzamiento de dos secuelas (Stronghold 2 -primavera del 2005- y Stronghold 3 -otoño del 2011-) y varias series derivadas.

## Juego e historia
En Stronghold, el jugador asume el rol del señor feudal de un reino. El objetivo es el de construir y llevar adelante una economía y ejército fuertes para defenderse de otros invasores, capturar castillos enemigos y completar una variedad de objetivos.
Stronghold tiene varios modos de juego, con misiones tanto económicas como militares. El modo principal del juego es la campaña militar y transcurre en un mapa basado en el país de origen del idioma en el que se configura el juego. Así, por ejemplo, con la configuración en inglés, el mapa refleja Inglaterra y Gales y con la configuración en español, la península ibérica. La historia de la campaña comienza cuando el Rey invade a un enemigo bárbaro y en ese territorio es capturado por estos, quienes exigen un pago por su rescate. Cuando esto sucede, cuatro señores feudales del reino toman control del mismo, dividiéndolo en sus propios territorios. El jugador es representado por un comandante inexperimentado, cuyo padre es asesinado en una emboscada realizada por uno de los villanos, y recibe ayuda de dos señores feudales que se mantienen leales al rey. Luego de esto, el jugador tiene la misión general de retomar el reino, capturando cada uno de los condados en cada misión. Además, debe derrotar a los cuatro enemigos en la campaña, recibiendo ayuda del rey una vez que lo logre rescatar a mediados del juego. Una vez reconquistado el reino, se habilita una campaña económica, donde el jugador debe reconstruirlo. También debe completar objetivos superando una variedad de obstáculos, como bandidos y fuego.
Además de las campañas, el juego cuenta con modos económicos o militares de un solo mapa en los que el jugador debe completar misiones de combate u objetivos mercaderes. También existe un modo de asedio en el cual el jugador debe atacar o defender varios castillos históricos. Finalmente, también existe un modo de construcción libre, en el cual el jugador puede construir un castillo sin ningún objetivo en particular. Gracias al editor de campañas los usuarios pueden crear otros modos de juego.

### Combate
Stronghold no utiliza un sistema convencional de piedra, papel o tijera como muchos otros videojuegos de estrategia en tiempo real; en cambio utiliza un sistema de soft-counter.
El combate está basado en un sistema de fuerza y salud de los personajes. Existe una variedad de unidades en el juego, cada una siendo más fuerte que la anterior, y por lo tanto más cara. Pese a que las unidades más caras son más fuertes en combate, todas las unidades tienen habilidades que son necesarias para la defensa del castillo, tanto las unidades de combate cuerpo a cuerpo (como el lancero básico y los espadachines) como las unidades de largo alcance como los arqueros. El juego también cuenta con tropas de apoyo como ingenieros, quienes proveen opciones de combate adicionales como la construcción de máquinas de asedio. A diferencia de otros juegos de estrategia, las unidades no tienen contrapartes (unidades que tengan una ventaja clara sobre otras en combate) y las unidades no ocupan espacios físicos, por lo que pueden ubicarse una sobre la otra. Muchas unidades y personajes no-militares pueden luchar contra el enemigo, pero no poseen ninguna habilidad de combate. Los soldados heridos permanecen heridos por el resto del juego ya que no existe un sistema de curación.

### Fuego
El fuego cumple un rol esencial en la historia de Stronghold ya que, como es el caso en algunas misiones, el prender fuego a la brea en el campo es casi necesario para sobrevivir. También hay ciertos eventos que pueden comenzar incendios. El fuego se propaga rápidamente, y un edificio en llamas puede prender de fuego a otros edificios o personas. Los incendios sólo terminan cuando toda la fuente de combustible se agota, o si el fuego mismo es apagado por bomberos. Los incendios se pueden propagar a través de pequeños límites de agua.
En la mayoría de los juegos de estrategia en tiempo real, la presencia de fuego en un edificio es un indicador que el edificio está siendo dañado; por ejemplo, si un edificio ha sufrido suficiente daño este se prende fuego, pero no es dañado por el mismo. Dos ejemplos de juegos que funcionan de esta manera son Age of Empires y Starcraft. En Stronghold, los edificios que son dañados por máquinas de asedio o son destruidos no se prenden fuego; en cambio, pierden integridad física hasta que colapsan, mostrando indicaciones de daño como rajaduras en todo el edificio. Sin embargo, las ollas de aceite hirviente empiezan un pequeño incendio donde fueron construidas al ser destruidas.
A diferencia de muchos videojuegos de estrategia en tiempo real modernos, donde el fuego cumple un rol secundario y más que todo de embellecimiento gráfico, aquí es un elemento clave de la mecánica del juego. Por ejemplo, el jugador es incitado sutilmente a construir pozos de agua cuando se enfrenta a enemigos que gustan de usar ataques con fuego.

### Editor de mapas
El juego viene con un editor de mapas incorporado. En lugar que este tenga un lenguaje propio, utiliza una interfaz WYSIWYG diseñada para ser usada por cualquier usuario.

## La serie
| Título                       | Lanzamiento | Plataformas       | Notas     |
| ---------------------------- | ----------- | ----------------- | --------- |
| Stronghold                   | 2001        | Windows, Mac OS X | Principal |
| Stronghold: Crusader         | 2002        | Windows           | Spinoff   |
| Stronghold 2                 | 2005        | Windows           | Principal |
| Stronghold Legends           | 2006        | Windows           | Spinoff   |
| Stronghold: Crusader Extreme | 2008        | Windows           | Spinoff   |
| Stronghold Kingdoms          | 2009        | Windows           | Spinoff   |
| Stronghold 3                 | 2011        | Windows           | Principal |
| Stronghold: Crusader 2       | 2014        | Windows           | Spinoff   |
| Stronghold: Warlords         | 2021        | Windows           | Spinoff   |

## Recepción
Stronghold fue bien recibido por los críticos en líneas generales, acumulando un puntaje promedio de 8.1 (de 19 reseñas) y un puntaje incluso más alto por parte de los usuarios en Metacritic.
Los gráficos recibieron buenas críticas por parte de GameSpot, indicando que las "animaciones estaban bien hechas" y "los edificios se ven bien, aunque no muy bien". GameZone resaltó los ambientes, diciendo que estos eran "fantásticos" y al igual que Gamespot también resaltó la buena animación. IGN, en cambio, indicó en su reseña que la animación era un "poco cortada" y los gráficos no eran los más agradables en un videojuego.
En cuanto al sonido, Gamespot hizo notar lo "dramático" de la banda sonora. Gamespy, por su parte, fue más neutral indicando que la música "era agradable, pero nada memorable", al mismo tiempo que comentó sobre la "pobre actuación de voz".